# فرانك زين
فرانك زين (من مواليد 28 يونيو 1942)، لاعب كمال أجسام أمريكي محترف معتزل ومؤلف. حصل على لقب مستر أولمبيا ثلاث مرات، وتعتبر بنيته البدنية واحدة من أعظم اللياقة البدنية في تاريخ كمال الأجسام بسبب تركيزه الدقيق على التماثل والتناسب. أدرج في قاعة مشاهير الاتحاد الدولي لبناء الأجسام واللياقة البدنية في عام 1999.

## روابط خارجية
- فرانك زين على موقع IMDb (الإنجليزية)
- فرانك زين على موقع قاعدة بيانات الفيلم (الإنجليزية)